# Аркетамін
Аркетамін (англ. Arketamine), кодові назви розробки PCN-101 , HR-071603, також відомий як (R)-кетамін або (R)-кетамін, є (R)-енантіомером кетаміну. Подібно до рацемічного кетаміну та ескетаміну, S(+)-енантіомера кетаміну, аркетамін є біологічно активним; однак він є менш потужним як антагоніст рецепторів NMDA та анестетик, і тому ніколи не був схвалений або використовувався в клініці як окремий препарат. Аркетамін знаходиться на стадії клінічих досліджень як новий антидепресант.
Порівняно з ескетаміном аркетамін має в 4-5 разів нижчу спорідненість до фенциклідинового сайту рецептора NMDA. Відповідно, аркетамін є значно менш потужним, ніж рацемічний кетамін і особливо ескетамін, з точки зору анестетичного, болезаспокійливого та седативно-гіпнотичного ефектів.Рацемічний кетамін має слабку спорідненість із сигма-рецептором, де він діє як агоніст, тоді як ескетамін незначно зв'язується з цим рецептором, тому активність сигма-рецепторів рацемічного кетаміну залежить від аркетаміну. Було висловлено припущення, що ця дія аркетаміну може відігравати певну роль у галюциногенних ефектах рацемічного кетаміну і що це може бути причиною зниження судомного порогу, що спостерігається при рацемічному кетаміні. Проте декілька наступних досліджень показали, що ескетамін з більшою ймовірністю індукує дисоціативні події, тоді як дослідження у пацієнтів, які проходили електроконвульсивну терапію, показали, що ескетамін є потужним індуктором судом. Ескетамін пригнічує транспортер дофаміну приблизно у 8 разів сильніше, ніж аркетамін, і тому він приблизно у 8 разів сильніший як інгібітор зворотного захоплення дофаміну. Аркетамін та ескетамін мають подібний профіль взаємодії з мускариновими ацетилхоліновими рецепторами.

## Новий антидепресант
У доклінічних дослідженнях аркетамін виявився більш ефективним як швидкодіючий антидепресант, ніж ескетамін.
У дослідженнях на гризунах ескетамін спричиняв підвищену рухливість, дефіцит передімпульсного гальмування та корисні ефекти, тоді як аркетамін ні, відповідно до його меншої активності як антагоніста рецепторів NMDA та інгібітора зворотного захоплення дофаміну. Аркетамін може мати меншу схильність до психотоміметичних ефектів і менший потенціал зловживання на додаток до високої ефективності як антидепресанта.
Дослідження, проведене на мишах, показало, що антидепресивна активність кетаміну спричинена не інгібуванням кетаміном NMDA-рецептора, а скоріше тривалою активацією іншого глутаматного рецептора, AMPA-рецептора, метаболітом (2R,6R)-гідроксиноркетаміном ; станом на 2017 рік було невідомо, чи трапляється це з людьми. Аркетамін є агоністом АМРА-рецепторів.
Як це не парадоксально, але аркетамін показує сильніші та триваліші швидкі антидепресивні ефекти на тваринних моделях депресії порівняно з ескетаміном. Було висловлено припущення, що це може бути пов'язано з можливістю різної активності аркетаміну та ескетаміну та їхніх відповідних метаболітів на α7-нікотиновому рецепторі, оскільки норкетамін та гідроксиноркетамін є потужними антагоністами цього рецептора та маркерами потенційних швидких антидепресивних ефектів (зокрема, мішені рапаміцину у ссавців), і тісно корелюють з їх спорідненістю до нього. Однак картина цього ще нечітка, і також були залучені інші механізми.

## Клінічні дослідження
Станом на листопад 2019 року аркетамін досліджується для лікування депресії під кодовими назвами «PCN-101» від «Perception Neuroscience» у США та «HR-071603» від «Jiangsu Hengrui Medicine» у Китаї. Аркетамін не продемонстрував антидепресивної ефективності в контрольованому клінічному дослідженні ІІа фази.